# Roman Vlasov
Roman Andrejevitj Vlasov (ryska: Роман Андреевич Власов), född 6 oktober 1990 i Novosibirsk, Ryssland, är en rysk brottare som tog OS-guld i welterviktsbrottning vid de grekisk-romerska OS-brottningstävlingarna 2012 i London. 